# Apochthonius mysterius
Espèce
Apochthonius mysterius est une espèce de pseudoscorpions de la famille des Chthoniidae.

## Distribution
Cette espèce est endémique du Missouri aux États-Unis. Elle se rencontre dans la grotte Mystery Cave dans le comté de Perry.

## Description
La femelle holotype mesure 2,0 mm.

## Étymologie
Son nom d'espèce lui a été donné en référence au lieu de sa découverte, la grotte Mystery Cave.

## Publication originale
- Muchmore, 1976 : New species of Apochthonius, mainly from caves in central and eastern United States (Pseudoscorpionida, Chthoniidae). Proceedings of the Biological Society of Washington, vol. 89, no 4, p. 67-80 (texte intégral).